# Dorcadion oezdurali
Dorcadion oezdurali är en skalbaggsart som beskrevs av Önalp 1988. Dorcadion oezdurali ingår i släktet Dorcadion och familjen långhorningar. Inga underarter finns listade i Catalogue of Life.